# Mira Wassiljewna Waganowa
Nadija Wassiljewna Waganowa (russisch Мира Васильевна Ваганова, * 16. September 1951 in Moskau als Mira Brjunina) ist eine ehemalige sowjetische Ruderin.

## Biografie
Bei der olympischen Premiere des Frauenruderns 1976 in Montreal startete Mira Waganowa zusammen mit Galina Jermolajewa, Anna Kondraschina, Larissa Alexandrowa und Steuerfrau Nadeschda Tschernyschowa in der Regatta mit dem Doppelvierer. Es siegte das Boot aus der DDR vor dem sowjetischen Doppelvierer und den Rumäninnen.
Bei den Weltmeisterschaften 1991 in Wien gewann Waganowa zusammen mit Jelena Chlopzewa, Marja Omeljanowitsch und Tetjana Ustjuschanina erneut Silbermedaille für die Sowjetunion.